# قاسم بن ادریس ادریسی
قاسم بن ادریس دوم ادریسی از فرزندان ادریس دوم و برادر محمد یکم بود.

## نسب
او قاسم پسر ادریس دوم پسر ادریس یکم پسر عبدالله محض پسر حسن مجتبی پسر علی امیرالمؤمنین پسر عمران ابوطالب پسر شیبه عبدالمطلب بود.